# Кари (озеро)
Кари (арм. Քարի լիճ, Кари-лич) — высокогорное озеро в Армении, расположенное на склонах горы Арагац. Озеро зимой большей частью покрыто снегом и льдом. Расположено на высоте 3207 м над уровнем моря, на плато, под горными пиками. Длина береговой линии составляет 1150 м, площадь зеркала — 30,0 га, объём — 357 тыс. м³, наибольшая глубина — 8 метров. Озеро имеет ледниковое происхождение. Из Бюракана к нему ведёт асфальтированная дорога. На восточном берегу озера расположена метеорологическая станция.

## История озера
Четвертичное оледенение покрыло горные вершины Армении снежным панцирем, который стал оттаивать около 9 тысяч лет назад. С отступлением последнего ледника началась современная стадия формирования рельефа Армянского нагорья. Она проявилась в форме образования трогов (горных долин, углубленных и выпрямленных отступавшим ледником) и кар (чашеобразных углублений на крутых склонах вершин). Часть подобных углублений впоследствии обозначила акваторию ледниковых озёр Армянского нагорья. В условиях холодного климата высокогорий талый снег не испаряется, а попадает в образовавшиеся при отступлении ледника водоёмы. Каровые озёра есть на Зангезурском, Гегамском, Варденисском и других хребтах.
Вулкан Арагац — основное в современной Армении сосредоточение водоёмов. На его склонах насчитывается несколько крупных озёр. Наиболее известное и, пожалуй, одно из самых живописных из них — Кари (с арм. — «каменное»). Естественными плотинами служат нагромождения морен — отложений несортированного материала (от суглинков до валунов), возникших при движении массы льда.

## Название
Своим названием этот бессточный водоём обязан фольклору: по древнейшим поверьям, именно «каменные реки», именуемые курумами, питают озеро.